# Liste des divinités de l'amour et de la luxure
 (août 2024).

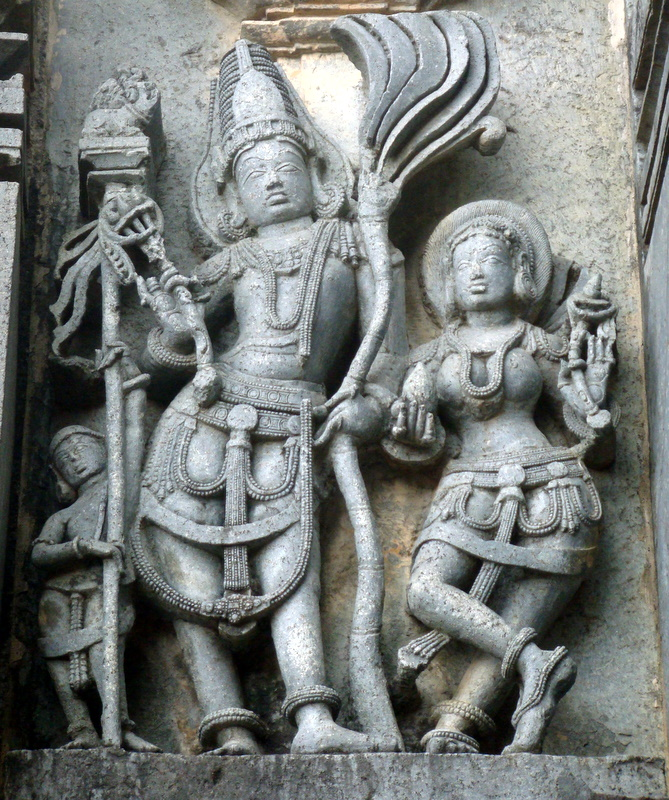
Kama (à gauche) avec Rati sur un mur du temple de Chennakesava, Belur, Inde.

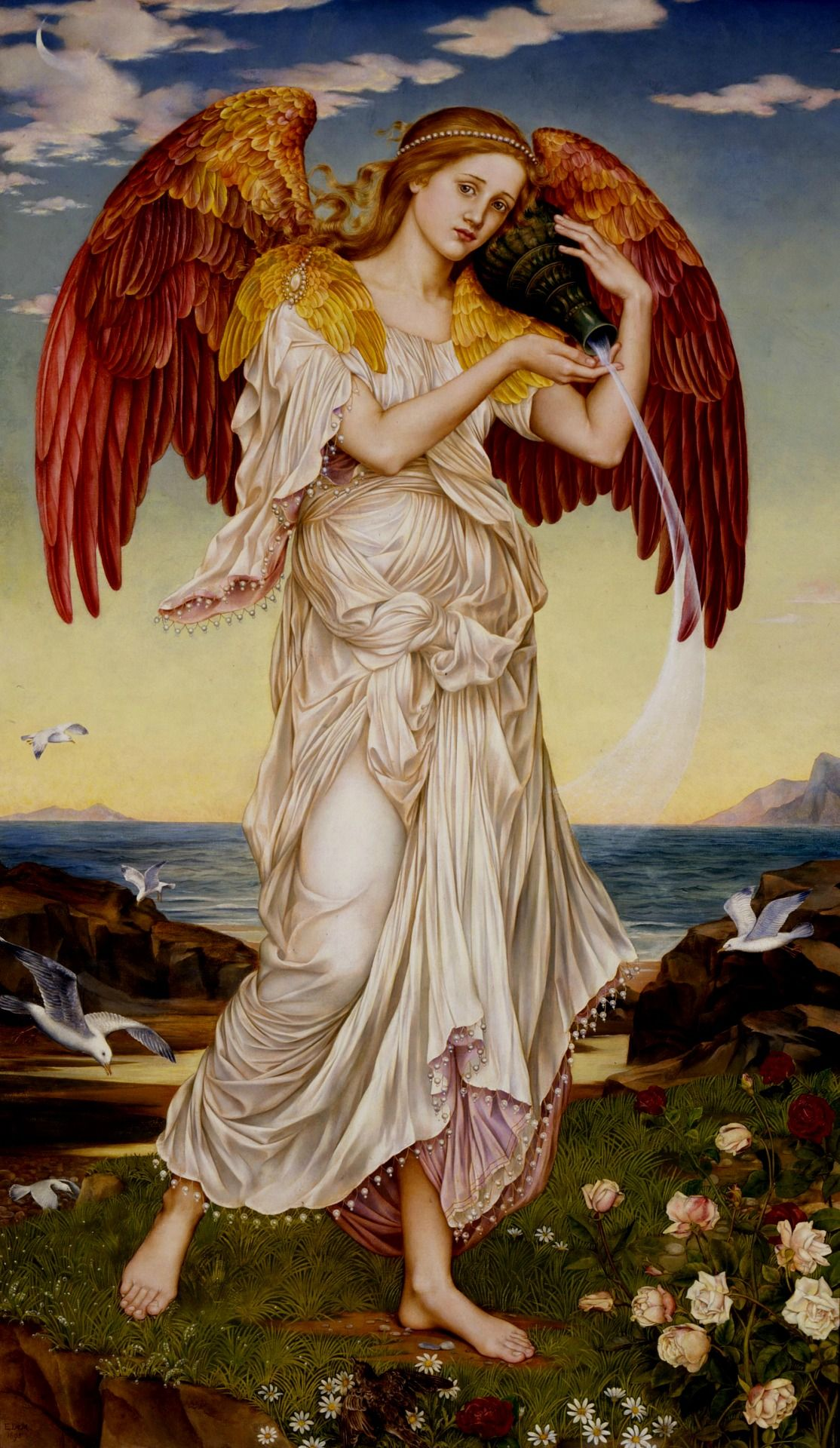
Eos, d'Evelyn De Morgan (1895) représentant Éos, une déesse grecque de l'aube.

Une divinité de l'amour est un être surnaturel des mythes, lié aux thèmes de la passion, des relations intimes et du désir. Ces dieux et déesses sont des personnages récurrents dans les légendes et occupent une place importante dans divers panthéons. Les déesses, en particulier, incarnent souvent l'idéal de beauté et d'autres traits considérés comme typiquement féminins dans ces traditions.

## Afrique sub-saharienne

### Afrique de l'Ouest-Congo
Éfik
- Anansa, déesse de la mer, de l'attrait et de la beauté[réf. nécessaire].

Vodun
- Baron La Croix, loa des morts et de la sexualité.
- Baron Samedi, loa des morts, du sexe et de la résurrection.
- Erzulie Freda Dahomey, loa de l'amour, de la beauté, des bijoux, de la danse, du luxe et des fleurs.

Yoruba
- Oshun, déesse du luxe, du plaisir, de la sexualité et de la fertilité, de la beauté, de l'amour, du fleuve et de l'eau douce [1],[2]. Vénérée à Ifá, religion yoruba, mythologie du Dahomey, Vodun, Santería, Candomblé, Vodou haïtien.

## Moyen-Orient afro-asiatique

### Cananéen
- Astarté, déesse du sexe et de la guerre.

### Égyptien
- Bastet, déesse des félins, de l'amour, de la protection, du parfum, de la beauté et de la danse.
- Bes, dieu de la musique, de l'amour et de la danse.
- Hathor, déesse de l'amour, de la beauté et de la musique ; à l'origine une déesse du ciel.
- Min, dieu de la reproduction, de l'amour et du plaisir sexuel.

### Haoussa
- Zamani, dieu du sexe et de la beauté[réf. nécessaire].

### Mésopotamien
- Inanna / Ishtar, déesse du sexe, de l'amour, de la beauté, du vin et de la guerre[3].
- Nanaya, déesse personnifiant la volupté, la sexualité et la sensualité.

### Marocain
- Aïcha Qandicha

## Eurasie occidentale

### Albanais
- Prende, déesse de l'amour, de la beauté et de la fertilité.

### Balto-slave

#### Lituanien
- Milda, déesse de l'amour et de la liberté.

#### Slave
- Dogoda, esprit polonais du vent d'ouest, associé à l'amour et à la douceur.
- Dzydzilelya, déesse polonaise de l'amour, du mariage, de la sexualité et de la fertilité.
- Siebog, dieu de l'amour et du mariage.
- Živa, déesse de l'amour et de la fertilité.
- Lada, déesse de la beauté et de la fertilité.
- Jarilo, dieu de la fertilité et du printemps, parfois considéré comme le dieu de la luxure et de la passion.

La Naissance de Vénus de Sandro Botticelli (1485), représentant Vénus, la déesse romaine du sexe et de la beauté.

### Celtique
- Áine, déesse irlandaise de l'amour, de l'été, de la richesse et de la souveraineté ; peut-être à l'origine une déesse du soleil.
- Branwen, déesse galloise de l'amour et de la beauté
- Cliodhna, déesse irlandaise, parfois identifiée comme déesse de l'amour et de la beauté[4].

### Ésotérique
- Asmodée, démon de la luxure dans la démonologie médiévale, trouvé dans l'Ars Goetia.
- Babalon, forme divine de la luxure, de la charité et de la femme libérée à Thelema.

### Norvégien-germanique
- Eostre, déesse germanique de l'aube.
- Freyja, déesse de l'amour/sexe, de la beauté, du seiðr, de la guerre et de la mort.
- Frigg, déesse du mariage et des femmes.
- Lofn, déesse qui a la permission de Frigg d'organiser des mariages interdits.

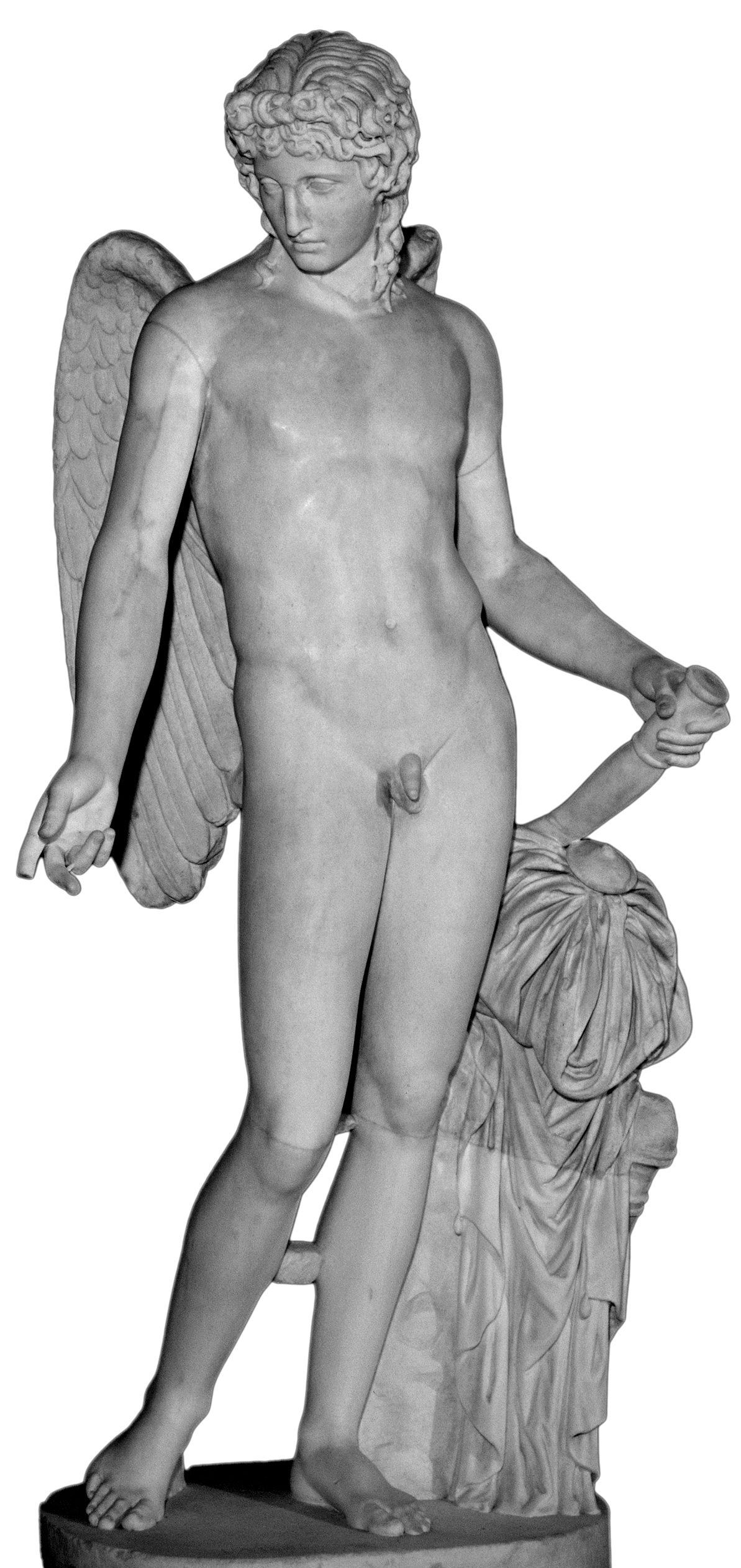
Eros Farnèse, Naples 6353.

- Sjöfn, déesse associée à l'amour.

### Gréco-romain

#### Grec / Hellénique
- Aphrodite, déesse de l'amour, du sexe et de la beauté.
- Dionysos, dieu du vin et du plaisir.
- Eos, la déesse grecque de l'aube.
- Les Érotes :
  - Antéros, dieu de l'amour partagé.
  - Eros, dieu de l'amour et de la procréation ; à l'origine une divinité sans lien avec Aphrodite, il fut plus tard transformé en son fils, peut-être avec Arès comme père ; cette version de lui a été importée à Rome où il est devenu connu sous le nom de Cupidon.
  - Himeros, dieu du désir sexuel et de l'amour non partagé.
  - Hédylogos, dieu des paroles douces et de la flatterie.
  - Hermaphrodite, dieu des hermaphrodites et des hommes efféminés.
  - Hymen, dieu du mariage, des mariages et de l'hymne nuptial.
  - Pothos, dieu du désir sexuel, du désir et du désir.
- Hédoné, déesse du plaisir.
- Hélios, le soleil, qui jouait un rôle dans la magie de l'amour. Selon Pindare, les hommes amoureux le priaient.
- Pan, dieu de la nature, des bergers, des troupeaux, de la musique rustique et de la fertilité de la nature/des troupeaux est décrit comme très lubrique et souvent représenté avec un phallus dressé. Il convoitait plusieurs nymphes, notamment Echo et Syrinx. Diogène de Sinope, plaisantant, a raconté un mythe selon lequel Pan apprenait la masturbation de son père, Hermès, et enseignait l'habitude aux bergers. La plus grande conquête de Pan fut celle de la déesse lunaire Séléné. Il y parvint en s'enveloppant dans une peau de mouton pour cacher sa forme de chèvre noire et velue, et l'attira du ciel à la forêt où il la séduisit[5],[6].
- Peitho, personnification de la persuasion et de la séduction.
- Philotès, soit une déesse de l'affection, soit un démon du sexe.
- Priape, dieu des rapports sexuels, des organes génitaux, de la nature, de la fertilité et de la luxure.
- Séléné, la lune, qui jouait un rôle dans la magie de l'amour, et selon Pindare, les femmes en mal d'amour la priaient.

#### Romain
- Aurore, équivalent romain du grec Eos.
- Bacchus, équivalent romain du Dionysos grec.
- Cupidon, équivalent romain du grec Eros, également appelé Amor.
- Suadela, équivalent romain du grec Peitho.
- Vénus, équivalent romain de l'Aphrodite grecque.
- Voluptas, équivalent romain du grec Hédone.

Étrusque
- Albina, déesse de l'aube et protectrice des amants malheureux.
- Turan, déesse de l'amour et de la vitalité.

### Asie occidentale

#### Arménien
- Astghik, déesse de la fertilité et de l'amour.

#### Hindou-védique
- Kamadeva, dieu hindou de l'amour ou du désir humain.
- Rati, épouse de Kama, déesse de l'amour, du désir charnel, de la luxure, de la passion et du plaisir sexuel.
- Ushas, déesse hindoue de l'aube.

#### Zoroastrien persan
- Anahita, semble avoir acquis une association avec la fertilité et le sexe en raison de son influence par le mésopotamien Inanna ; semble à l’origine avoir été une déesse de l’eau.

### Turc-Altaï
- Aisyt, déesse de l'amour et de la beauté.

## Asie-Pacifique / Océanie

### Philippin
- Bangan : la déesse Kankanaey de la romance ; une fille de Bugan et Lumawig[7].
- Obban : la déesse Kankanaey de la reproduction ; une fille de Bugan et Lumawig[7].
- Amas : la divinité Aeta qui émeut la pitié, l'amour, l'unité et la paix du cœur[8].
- Dian Masalanta : la déesse tagalog des amoureux, fille d'Anagolay et Dumakulem[7] ; un patron des amoureux et de la génération ; les Espagnols appelaient la divinité Alpriapo, par rapport à la divinité occidentale Priapus[9].
- Mangagayuma : la divinité tagalog spécialisée dans les charmes, notamment ceux qui imprègnent le cœur d'amour ; l'un des cinq frères agents[7].
- Agkui : les divinités Manobo qui ont compétence sur les excès sexuels[7].
- Tagbayaw : la déesse Manobo qui incite à l'inceste et à l'adultère chez les mortels[7].

### Asie d'Extrême-Orient

#### Chinois
- Jiutian Xuannü, déesse de la guerre, du sexe et de la longévité[10].
- Yue-Lao, un dieu de l'amour, qui lie deux personnes ensemble avec une ficelle rouge invisible.
- Tu Er Shen, une divinité qui supervise l'amour entre hommes homosexuels (efféminés).
- Pivoine blanche (Bai Mudan ou Pai Mu-Tan), une déesse qui tente les hommes, notamment les ascètes.
- Wutong Shen, un groupe de cinq divinités gratuites du sud de la Chine. Ils ravissaient et possédaient de belles femmes.
- Baimei Shen, dieu chinois de la prostitution. Lors de sa première mission avec un client, une prostituée était censée lui faire un sacrifice.
- Qian Keng (Peng Zu), un dieu du sexe axé sur la santé.
- Chuangmu, déesse de la chambre. Elle et son mari Chuanggong s'occupent de tout ce qui peut arriver dans la chambre, y compris le sexe, le sommeil et l'accouchement.
- Le roi Zhou, l'un des pires tyrans de l'histoire chinoise. Il est connu comme le dieu de la sodomie[réf. nécessaire].

#### Japonais
- Daikokuten, l'un des sept dieux chanceux. C'est un dieu de la prospérité qui est souvent représenté avec un énorme phallus.

#### Vietnamien
- Ông Tơ et Bà Nguyệt, sont les deux dieux de l'amour et du mariage. Bà Nguyệt est représenté comme quelqu'un tenant un éventail pour apporter l'harmonie à l'amour et Ông Tơ est représenté comme tenant un fil rouge qu'il utilise pour attacher un couple.

### Bouddhiste
- Aizen Myō-ō ou Rāgarāja, une divinité qui transforme la luxure mondaine en éveil spirituel ; son apparence à la peau rouge représente la luxure et la passion réprimées.
- Kuni, dieu de l'amour.
- Kurukulla, déesse tibétaine particulièrement associée aux rites de magnétisation ou d'enchantement.

## Amériques autochtones

### Amérique centrale et Caraïbes

#### Aztèque
- Ixcuiname, déesse de la charité.
- Teicu, déesse de l'appétit sexuel.
- Tiacapan, déesse de la faim sexuelle.
- Tlaco, déesse du désir sexuel.
- Tlazolteotl, déesse de la luxure, du charnel, des méfaits sexuels.
- Xocotzin, déesse du désir sexuel.
- Xochiquetzal, déesse du sexe et de la beauté.
- Xochipilli, dieu de l'homosexualité, de l'amour, de l'art, des jeux, de la beauté, de la danse, des fleurs, du maïs, de la fertilité et du chant.

### Amérique du Sud

#### Guarani
- Kurupi, dieu de la sexualité et de la fertilité.
- Rudá, dieu de l'amour.